# 惠特徹奇 (什羅普郡)
惠特徹奇（Whitchurch）是英格蘭什羅普郡的一個集鎮，位於威爾斯國境以東2英里（3）處。據2001年人口普查，惠特徹奇有人口8,673人。2011年增加到9,781人。

## 友好城市
- 法國 布赖地区讷沙泰勒